# Sultentjärnen (Laxsjö socken, Jämtland)
Sultentjärnen är en sjö i Krokoms kommun i Jämtland och ingår i Indalsälvens huvudavrinningsområde.